# Daïma
Daima est un monticule situé au Nigeria, près du lac Tchad, et à environ 5 kilomètres de la frontière nigériane avec le Cameroun. Il est fouillé pour la première fois en 1965 par l'archéologue britannique Graham Connah. La datation au radiocarbone démontre que les occupations de Daima couvrent une période commençant au début du premier millénaire avant notre ère et se terminant au début du deuxième millénaire apr. J.-C. La séquence Daima couvre alors quelque 1800 ans. Daima est un exemple parfait de site de tell, car la stratigraphie de Daima semble être divisée en trois périodes ou phases qui marquent des occupations distinctes. Ces phases s'appellent Daima I, Daima II et Daima III. Bien que ces périodes diffèrent les unes des autres de multiples façons, elles ont des aspects communs. Daima I représente une occupation d'un peuple n'utilisant pas le fer ; Daima II se caractérise par les premiers utilisateurs de fer du site ; et Daima III représente une société riche avec une culture matérielle beaucoup plus complexe.

## Emplacement
Daima se situe au nord-est du Nigeria, à 5 kilomètres de la frontière camerounaise. Il est également proche du lac Tchad, car il se situe à environ 45 kilomètres du rivage. Les fouilles découvrent qu'autour de Daima, on trouve de grands gisements d'argile firki. D'autres fouilles prouvent que la base de Daima repose également sur des plaines d'argile firki. Les environs du monticule se composent de zones sablonneuses. Une étude aérienne du site suggère que la zone de sable est plus grande que la zone de firki. L'enquête suggère aussi que le sable pourrait être d'origine alluviale. L'excavation démontre que l'argile firki sur laquelle repose Daima est très mince et qu'il y a du sable en dessous La première colonie du monticule pourrait s'être établie sur une petite île de sable qui s'étendait jusqu'au bord du firki au fil du temps. On trouve peu de végétation dans la zone, car cette zone fait partie des champs de saison des pluies utilisés par l'actuel village Daima ; aussi, parce qu'un grand nombre de bovins sont abreuvés dans la mare située à l'extrémité nord-est du monticule pendant les saisons sèches. Outre l'herbe, l'autre type de végétation qui survit et peut être trouvé dans la zone consiste en des buissons de Calotropis procera, qui est particulièrement présent sur le site, des forêts épineuses, des arbres tels que Balanites aegyptiaca, Ficus gnaphalocarpa et Acacia albida, ainsi que des parcelles occasionnelles de buissons épineux tels que Ziziphus spina-christi et Ziziphus mauritania.

## Archéologie
Daima est fouillé pour la première fois par Graham Connah en 1965 et 1966. Selon Connah, qui est l'archéologue principal de ce projet, sept puits d'essai de 2,13 mètres sur 2,12 mètres chacun sont creusés à des intervalles de 30 mètres du point le plus élevé du monticule jusqu'à son bord. Ces boutures montrent la plupart des propriétés du sol telles que les niveaux de sable, d'argile firki, les perturbations animales, les cendres blanches et noires et les niveaux d'enfouissement. Les archéologues travaillant dans ce projet se sont fatigués de trouver un moyen d'enlever les dépôts détachés de la coupe et de les jeter à une distance suffisante du tranchant. Beaucoup de déblais sont creusés avec des truelles, des pioches et des pelles. Le sol excavé est emporté et déposé sur des tas de terre à une distance de sécurité pour une observation et une analyse plus poussées. Toutes les déblais d'essai (Déblais I-VIII) sont fouillés de la même manière. Les déblais sont remblayés pour protéger le site de l'érosion.
Des analyses intenses au radiocarbone dévoilent que Daima date du début du premier millénaire av. J.-C. jusqu'au début du deuxième millénaire apr. J.-C.. Les fouilles démontrent que la stratigraphie du monticule semble séparer Daima en trois parties. Daima I représente une communauté pastorale sans travail du métal qui cultivaient du sorgho,. Daima II se caractérise par les premiers travailleurs du fer de l'histoire de la butte. Daima III représente une communauté de personnes avec une riche culture matérielle qui comprend de nombreux types de biens et de matériaux exotiques.

## Daima I: 550av. J.-C.à 50apr. J.-C.
Daima I se caractérise par un complexe en pente de foyers constitués d'un mélange de sable brûlé rouge et jaune et d'argile firki et de cendre blanche. Les maisons de Daima I sont construites en bois fin, puis recouvertes d'herbe ou de nattes,. Les morceaux d'argile cuite à Daima I sont étonnamment bas contrairement aux deux autres phases du monticule. Des traces de cendres noires et blanches sont présentes, ainsi que des ossements d'animaux, des tessons de poterie et du charbon de bois. Des outils en os et des figurines d'animaux en argile se trouvent également à Daima I. On pense que les habitants de Daima I cultivaient du sorgho, chassaient et pêchaient.

### Poterie
À Daima I, de grandes quantités de poterie cassée ou de tessons de poterie peuvent être trouvées. Certains des motifs de décoration comprennent l'échantillonnage au peigne, le dessin au peigne, le rainurage et le striage, l'essuyage et le lissage, les roulettes à cordon tressé et les impressions de tapis. La forme et la forme de la poterie comprennent de petits bols et pots, ainsi que des pots à col incurvé, des bords épaissis à l'extérieur et des couvercles de pots. Bien que les pots à base ronde aient été largement disponibles tout au long de l'histoire de Daima.

### Figurines en terre cuite
Puisque Daima repose sur de l'argile firki, les habitants de Daima l'ont beaucoup utilisé tout au long des trois phases. Les figurines en argile cuite trouvées à Daima I représentaient des vaches et du bétail en général. La plupart des figurines en argile mesuraient environ 5 centimètres de long. Deux principaux styles de figurines en argile se trouvent sur le site. Ces styles sont des représentations de bétail debout et assis. Le but exact des figurines d'argile est inconnu, mais on suppose généralement que les sociétés construisent des figurines d'animaux sur lesquelles repose leur économie comme adoration ou idolâtrie. Des bracelets en argile et des pots miniatures, que l'on pense être des jouets pour enfants, sont fabriqués à Daima I.

### Outils de pierre
Tout comme les tessons de poterie, de grandes quantités d'outils en pierre se trouvent sur le site. Le type le plus important d'outils en pierre que l'on trouve est la hache biface. Les découvertes globales d'outils en pierre dans cette région sont remarquables, car cette partie du Nigeria est assez dépourvue de pierre. Certains des outils en pierre trouvés comprennent également des broyeurs de pierre, des meules et des pilonneurs. Certains de ces outils pourraient avoir été utilisés comme polissoirs à billes. De plus, une "boule de pierre" ronde se trouve également à ce gisement. En raison d'une usure continue observée dans les outils en pierre, on pense qu'ils sont réutilisés au fur et à mesure qu'ils tombaient en panne. On pense que des morceaux de meules brisées sont devenus des broyeurs ou des broyeurs, qui sont peut-être réutilisés une fois de plus comme pierre rainurée.
Une analyse plus approfondie des outils en pierre suggère que le matériau est de la rhyolite de Hadjer el Hamis, une formation rocheuse située à environ 80 kilomètres de Daima. Bien que l'on pense que les matériaux en pierre sont transportés par voie d'eau le long du lac Tchad. Si tel est le cas, alors la distance serait d'environ 210 kilomètres. Les autres matériaux utilisés sont le granit, qui proviendrait de Grea, située à environ 121 kilomètres de Daima, et des matériaux volcaniques des monts Mandara. Ces vastes distances laissent entrevoir des échanges avec d'autres lieux, mais cela reste incertain.

### Outils en os
La pierre n'a pas toujours été facile à trouver. La pierre devait être collectée, rassemblée, puis ramenée sur le site. On pense que ce processus extensif pousse les gens à se tourner vers les os d'animaux pour fabriquer des outils. Daima I se caractérise également par de beaux outils en os de fabrication complexe. Parmi ces outils, les plus notoires sont les harpons en os. Les harpons en os ont une coupe transversale en forme de bateau et sont pointus aux deux extrémités. La longueur de ces outils varie de 5,1 centimètres à 13,0 centimètres et ceux-ci ont généralement deux pattes de retenue de ligne; Certains n'en ont qu'un, d'autres pas du tout. De plus, les harpons ont quelques barbes dessus. Les détails mentionnés indiquent que ces outils sont en fait des harpons qui sont destinés à se détacher de leur manche et à rester dans la plaie après l'impact.
Les pointes osseuses à double extrémité sont également très courantes au cours de cette phase. Dans le cas de Daima, on suppose que les pointes osseuses sont utilisées comme projectiles tels que des flèches. Un outil en forme de spatule se trouve également à Daima I. Cet outil est constitué d'un éclat d'os métapodiaux avec une partie de l'extrémité proximale utilisée comme poignée. L'extrémité distale de l'os est retirée et l'extrémité de la tige est mise à la terre en un ciseau avec une pointe sur le bord. On pense que cet artefact est utilisé comme outil de dépeçage. De plus, un outil cubital est également présent dans les archives archéologiques de Daima I. Cet outil consiste en une extrémité proximale utilisée comme poignée, tout comme l'outil spatulé mentionné précédemment. De plus, l'arbre est meulé à une section circulaire et pointue. Les outils osseux supplémentaires comprennent quelques fers de lance.

### Sépultures
Tout au long de l'histoire de Daima, les occupants enterrent les morts dans la colonie. La plupart des sépultures de Daima I sont en position contractée et certaines autres sont des sépultures fléchies. Les sépultures contractées consistaient en des jambes fléchies qui, à certaines occasions, pouvaient presque toucher la poitrine. Les sépultures fléchies se composaient de jambes simplement fléchies. Les sépultures semblent être en position de sommeil. Les gens sont enterrés principalement couchés sur le côté droit. Les bras et les jambes sont fléchis et les mains sont placées devant le visage ou sous la tête. La tête est la plupart du temps tournée vers l'ouest ou le sud-ouest et le nord-ouest. Aucune des sépultures de Daima I n'est ornée et elles ne contiennent aucun bien personnel.

## Daima II: 50apr. J.-C.à 700apr. J.-C.
La phase Daima II ressemble à celle de Daima I. Le sable et l'argile firki continuent d'être présents dans Daima II. Bien que la quantité d'argile de firki à Daima II ne soit pas aussi importante qu'elle l'est lors de la phase précédente. Les restes de foyers sous forme de sable brûlé rouge et jaune et d'argile de firki sont hautement disponibles pendant cette phase. Il existe également un grand nombre de fosses trouvées. Celles-ci mesurent environ 50 à 70 centimètres de diamètre, et environ 50 centimètres de profondeur. On pense que les habitants de Daima II utilisaient ces fosses comme bennes à ordures et unités de stockage de sorgho. La pêche et la chasse continuent à être pratiquées. Bien qu'il y ait une diminution des os d'animaux. Cette diminution suggérerait une augmentation de la consommation de céréales comme le sorgho.

### Ouvrages
À cette époque, la construction de maisons passe du bois et de l'herbe à l'argile et à la boue. Un mur de boue droit et les restes de quelques maisons de boue circulaires sont trouvés. De plus, des spreads de type plancher sont trouvés. Ces découvertes indiquent que des maisons de boue circulaires sont construites par les habitants de Daima II . Un étonnant morceau de pavé de tessons posés sur les bords soigneusement disposé en zigzag est trouvé, et on pense qu'il s'agissait du sol d'une hutte circulaire en terre,. Cette particularité date d'environ 650 apr. J.-C..

### Poterie
Les caractéristiques de la poterie de Daima II ne diffèrent pas tellement de la poterie de Daima I. Les motifs et méthodes de décoration tels que le rainurage, le dessin au peigne, l'essuyage et le lissage, les roulettes à cordon tressé et les impressions de tapis sont présents dans Daïma II. La forme des pots est également restée la même. Il y a quelques petits bols et pots, ainsi que des rebords épaissis à l'extérieur et des couvercles de pots qui continuent d'être fabriqués. De nouveaux motifs de décoration sont apparus. Un motif de décoration appelé décoration de roulette à cordon torsadé apparaît pour la première fois à Daima II, et il est resté un motif de décoration populaire jusqu'à la dernière occupation du monticule. Le décor d'impressions ponctuées est également caractéristique de cette période, tout comme l'utilisation de cordons comme décoration. La forme et la forme du pot changent. Des vaisseaux globulaires et sous-hémisphériques émergent. Les jantes verticales et larges sont également devenues populaires dans l'assemblage de poterie de Daima II.

### Figurines en terre cuite
La fabrication de figurines en argile s'est poursuivie jusque dans Daima II. Mais quelque part à mi-chemin de la phase, les figurines en argile deviennent moins fréquentes. Les figurines en argile deviennent également beaucoup plus diversifiées au cours de cette phase du monticule. Les figurines d'argile représentent maintenant des humains et d'autres figures anthropomorphes. On trouve également des figures verticales et on pense qu'elles représentent également des animaux ou des humains. Les animaux sauvages commencent également à être représentés pendant Daima II. Des perles d'argile et des boules d'argile d'environ 2 centimètres de diamètre apparaissent également pour la première fois à Daima II. Des ornements pour les lèvres, le nez et les oreilles apparaissent également, ainsi que des bracelets en argile.

### Outils en pierre et en os
Daima II se caractérise principalement par l'arrivée de fer sur le site. Au fur et à mesure que le fer devenait de plus en plus populaire, certains outils diminuent dans la fabrication ou disparaissent complètement des archives. Les boules de pierre sont rares sur le gisement de Daima II, et la hache de pierre broyée disparait complètement. Bien que les pierres rainurées, les meules et les broyeurs soient quelque peu disponibles tout au long du dossier.
Les outils en os diminuent également considérablement en popularité. L'outil ulna est introuvable pendant Daima II. Il semble que les harpons, ainsi que les outils spatulés aient disparu au début de la phase Daima II. Les pointes osseuses à double extrémité survivent un peu plus longtemps, mais après un certain temps, elles cessent d'être fabriquées. On trouve encore des ossements d'animaux, mais à un moindre degré, ainsi que quelques objets de phalanges d'animaux travaillés.

### Outils en fer
Il y a une grande quantité de fer trouvée à Daima. De ce fer, le plus ancien date d'environ 500 apr. J.-C.  Bien que l'on ne sache toujours pas exactement comment le fer est arrivé à Daima, les outils en fer sont devenus essentiels depuis que le fer atteint le monticule,. Le fer remplace les outils en os et en pierre à un tel degré qu'ils sont presque éteints. Parmi certains des outils en fer disponibles, il y a ce qui semble être un couteau ou un fer de lance. On suppose que de nombreux autres outils tels que des lames et des houes sont présents à l'époque. On suppose également que l'arrivée du fer change complètement Daima. Le fer est essentiel non seulement pour la fabrication d'outils, mais aussi pour les artefacts culturels tels que les colliers et les bracelets. Le fer est la raison pour laquelle la construction de maisons pendant Daima II s'est déplacée vers des huttes et des bâtiments en argile et en boue, car il est plus facile de déterrer l'argile firki si vous utilisez des outils en fer,.

### Sépultures
Tout comme les habitants de Daima I, les habitants de Daima II enterrent les morts dans la colonie, et toutes ces sépultures sont des inhumations. La plupart des sépultures de Daima II sont positionnées de manière contractée, bien que certaines autres soient fléchies. Les sépultures se trouvaient également de chaque côté, sans prédilection. Sept adultes et cinq nourrissons se trouvent à Daima II. tout comme les sépultures de Daima I, celles de Daima II ne sont pas ornées et ne contiennent aucun bien matériel. La "sépulture 38" fait exception et contient un collier de fer, ainsi qu'une grosse perle de quartz qui est également située près du cou. L'un des avant-bras porte un bracelet en fer et de nombreux autres fragments de fer sont trouvés à la taille. Une autre sépulture infantile dénommée "sépulture 36" possède aussi un bracelet en fer. De plus, il y a un disque de bronze en forme de bouton sur sa taille. Bien qu'il soit possible que la sepulture 38 et la sepulture 36 aient tous deux été intrusifs de Daima III à Daima II.

## Daima III: 700apr. J.-C.à 1150apr. J.-C.
Bien que la matrice archéologique soit encore du sable et de l'argile firki, Daima III diffère des deux premières phases. Les dépôts de sable et de cendres de Daima III semblent être encore plus importants. Un pourcentage du monticule est composé de cendres. Des cendres blanches et noires peuvent être trouvées dans tout le gisement. Le frêne rose recouvre également légèrement certaines parties près du sommet du monticule. Les fosses sont largement disponibles dans Daima III. Ces fosses varient en taille; certains sont petits et leur but reste inconnu. D'autres sont censés être utilisés pour stocker de la nourriture. Des pots qui sont utilisés comme unités de stockage d'eau sont également disponibles. De très faibles quantités d'os d'animaux se trouvent tout au long de la phase Daima III.

### Ouvrages
Les chaussées en tessons de poterie cessent d'être fabriquées à Daima III, car elles ne peuvent être trouvées dans aucun des gisements de cette phase,. À cette époque, les foyers sont encore plus populaires qu'ils ne le sont sur Daima I et Daima II. Les foyers en argile sont la forme la plus courante de preuves structurelles. Ces foyers sont fabriqués à partir d'argile qui est cuite à une couleur jaune. Celles-ci variaient également en taille, forme et conception. Les foyers ont des formes circulaires, mais la plupart d'entre eux sont allongés avec une ouverture sur un côté. Ces foyers ont des motifs de sol qui variaient également considérablement. Certains ont des sols bien cuits tandis que d'autres ont un sol mal fait ou pas de sol du tout. Afin de supporter les pots, les foyers ont 3 saillies ou plus des murs sur la cavité du feu. Ceux-ci sont également décorés de motifs tels que le motif en chevron et le motif en treillis de diamant. On pense que les cheminées sont utilisées comme lieux de cuisson domestiques. On pense que certaines des cheminées sont des forges de forgeron, bien que cela fasse encore l'objet de débats.
Des maisons circulaires en terre sont toujours en construction sur Daima III,. Ceci est impliqué par le manque de postholes dans cette phase. En outre, des vestiges de murs circulaires peuvent être trouvés. Il y a aussi de nombreux restes d'argile qui semblent avoir fait partie d'une sorte de structures. Des vestiges de murs en argile ou de moulures décorées peuvent également être appréciés dans le gisement de Daima III. Il semble que certains des bâtiments aient été construits avec des bottes d'herbe très étroitement liées, puis enduites de boue.

### Poterie
Les changements dans la culture matérielle de Daima III peuvent également être appréciés dans sa poterie. Les attributs de la poterie de Daima I tels que l'échantillonnage au peigne, le dessin au peigne, les roulettes en corde tressée et les impressions de tapis disparaissent. Une série de nouvelles caractéristiques et attributs de la poterie émergent. Des roulettes sculptées en forme de chevrons coulants, ainsi que des roulettes nodulaires sont apparues pour la première fois dans Daima III. Des changements dans la forme et la forme de la poterie se sont également produits. Les petits bols et pots à col recourbé disparaissent. Ce qui est devenu des attributs caractéristiques de la poterie au cours de cette période comprend des rebords massifs et des pièces terminales de "So pots", des jambes et des bases plates avec et sans pieds,. Certaines anciennes méthodes de décoration telles que le rainurage et le meulage, l'essuyage et le lissage persistent, ainsi que la plupart des attributs de poterie de Daima II tels que les roulettes à cordon torsadé, les impressions ponctuées et les rebords verticaux. Les rebords épaissis à l'extérieur et les couvercles de pots persistent. Les pots à fond plat sont caractéristiques de cette phase du chantier, ainsi qu'un type de pot tripode.

### Figurines en terre cuite
Les figurines en argile cuite continuent à être fabriquées tout au long de cette phase. Par Daima III, les figurines d'argile ne représentent pas autant le bétail qu'elles le faisaient dans les deux premières phases du monticule. Auparavant, seuls les bovins sans bosse sont représentés, mais maintenant une vache à bosse de type zébu semble être représentée . Cela pourrait être une indication de l'assèchement de l'environnement, car les zébus sont importants pour leur capacité à survivre dans des conditions sèches. Les moutons et les chèvres sont représentés dans une pose de course. Les figurines d'argile de Daima III présentent un sujet beaucoup plus varié que celles réalisées à Daima I et Daima II . Les figurines anthropomorphes commencent à devenir de plus en plus importantes. Ces figurines se composentes d'un socle cylindrique lourd qui supportait plus vraisemblablement une tête qui fut ensuite fixée au socle. Ces figurines mettent également l'accent sur les bras et les jambes. Les figurines d'animaux sauvages sont également prédominantes dans Daima III. Certains des animaux représentés comprennent des bœufs, des oiseaux, des poissons, des cochons, des antilopes et un possible babouin,. Les poissons sont généralement représentés avec des pointes dessus. Cela est également vrai pour les autres animaux, ce qui rend leur identification quelque peu difficile.
Les humains et les animaux ne sont pas les seuls sujets des représentations d'argile. Une figurine d'argile de canoë d'environ 7,3 centimètres est également trouvée. On suppose que cette figurine en argile est destinée à représenter un bateau en papyrus. Des cloches, des pendentifs, des boules et des perles en argile sont également fabriqués. Les fusaïoles en argile sont devenues populaires vers la fin de la phase. Leur fabrication implique que le coton est devenu important dans le monticule pendant cette période. Les pipes à douille sont apparues à la fin de Daima III. Les bracelets en argile sont également devenus courants vers la fin de Daima III, car l'argile est moins chère que la plupart des métaux et largement disponible dans la région. Des tiges d'argile qui ont une finition très soignée et polie sont également présentes. Bien que l'on pense qu'il s'agissait d'une sorte d'ornement pour les lèvres ou le nez.

### Outils en pierre et en os
Les pierres rainurées font leur chemin vers Daima III et durent jusqu'à la dernière occupation. On pense qu'ils sont vitaux pour le lissage des flèches et d'autres artefacts. Les meules et les broyeurs ou broyeurs continuent également d'être largement trouvés à Daima III.
D'un autre côté, l'utilisation artefactuelle de l'os animal, qui est si caractéristique de Daima I, ne se retrouve pas du tout chez Daima III. Dans l'ensemble, les os d'animaux qui montrent une interaction humaine se sont produits rarement tout au long de la phase Daima III.

### Outils en fer
Les objets en fer dans Daima III ne sont pas aussi courants qu'ils le sont dans Daima II. La majeure partie du fer trouvé se présente sous la forme de barres. Les scories de fer sont devenues courantes au cours de cette phase. Cela implique que le fer est forgé ou du moins fondu à Daima. Bien que si tel est le cas, on s'attendrait à ce que de plus grandes quantités de scories de fer soient trouvées sur le site.

### Bronze
Le bronze trouve son chemin vers Daima, faisant sa première apparition dans Daima III. Un objet en forme de bouton en bronze sous la forme d'un oiseau aquatique est trouvé. Cet objet en forme de bouton est fabriqué selon la technique de la cire perdue, comme la plupart des artefacts en bronze trouvés à Daima III. Le corps du bouton est creux et ouvert sur le dessous, peut-être pour pouvoir être cousu dans des vêtements. Cet artefact dénote la compétence artistique et technologique des habitants de Daima. Des bracelets et des bagues en bronze se trouvent également tout au long de cette phase du monticule.

### Restes organiques
Dans Daima III, des restes de matière organique peuvent être trouvés sous forme de grain carbonisé. De grandes quantités de sorgho sont disponibles dans le gisement de Daima III. Le sorgho le plus ancien de cette phase se trouve dans certains des dépôts les plus profonds de Daima III, ce qui suggérerait que le sorgho est cultivé à Daima à partir d'environ 800 apr. J.-C. Certaines preuves du type de millet Pennisetum se trouvent sous la forme de moulages d'argile de grains entiers ensemble. Il semble que le mil est également cultivé mais à un degré moindre que le sorgho. Les restes de Ziziphus font également partie des restes organiques trouvés. On suppose que cette plante est utilisée pour ses fruits comestibles.

### Économie
L'économie de Daima III est composée d'agriculture et d'élevage. Comme discuté ci-dessus, le sorgho et le mil sont cultivés dans le monticule. Le sorgho devient beaucoup plus populaire grâce aux derniers gisements de Daima III. Les restes d'ossements d'animaux sont analysés et il est découvert que le petit bétail comme les chèvres est devenu plus important près des derniers gisements. Ceci est également suggéré par les figurines en argile car on trouve moins de représentations de bétail partout. La pêche, la chasse, la volaille et la cueillette faisaient également partie de l'économie du monticule. Certains des ossements d'animaux trouvés appartiennent à des gazelles, des roseaux, des phacochères, des potamochères et des éléphants. Il existe également des preuves de consommation de mollusques d'eau douce tels que Aspatharia et Pila wernei.
La collecte et le transport de matières premières sur de longues distances sont encore pratiqués à Daima III. La source de pierre la plus populaire à cette époque est Hadjer el Hamis, tout comme elle l'est à Daima I. Cela a du sens, car elle est plus proche de Daima et le transport de matériaux par l'eau est possible. À l'heure actuelle, très peu de matériel est collecté dans la région de Mandara. La diminution de l'utilisation de la région de Mandara pourrait laisser entendre que les sources de fer sont un peu plus exploitées.

### Commerce
Des matériaux exotiques se trouvent dans tout Daima pendant la phase Daima III. Des matériaux tels que le bronze, le verre, la cornaline et le quartz clair sont largement présents dans de nombreuses sépultures de Daima III. La découverte de ces matériaux suggère que les habitants de Daima III ont des contacts avec le monde extérieur et faisaient du commerce. On pense que la cornaline pourrait provenir d'aussi loin que l'Inde. Bien qu'il vienne de quelque part le long des marges sahariennes est également possible. On pense également que le bronze, le quartz clair et le verre sont originaires de l'extérieur des plaines firki, mais leur lieu d'origine exact reste inconnu. Car le bronze est supposé que des marchands transsahariens l'apportaient à Daima. La manière dont les habitants de Daima payaient ces biens et matériaux est inconnue. On suppose que les habitants de Daima faisaient le commerce de grains de sorgho ou de produits animaux tels que les défenses d'éléphant, la peau de léopard et les plumes d'autruche. De plus, il y a la possibilité de vendre des prisonniers de guerre comme esclaves.

### Sépultures
Tout comme les habitants de Daima I et Daima II, les habitants de Daima III enterrent les morts dans la colonie. Daima III continue avec bon nombre des attitudes funéraires précédentes observées à la fois dans Daima I et Daima II. Encore une fois, toutes les sépultures sont des inhumations et les individus sont enterrés dans des positions fléchies, bien que parfois contractées ou allongées. La plupart des sépultures reposent sur le côté avec une préférence apparente pour le côté droit. La plupart du temps, les mains sont placées devant ou sous la tête, et la tête est principalement orientée vers l'ouest ou le sud-ouest et le nord-ouest, tout comme dans Daima I. La seule façon dont les sépultures de Daima III se différencient de les deux autres phases, est une augmentation du mobilier funéraire. Ceux-ci sont trouvés sur 14 des 19 sépultures. De nombreux objets funéraires trouvés sont fabriqués à partir de matériaux exotiques tels que le quartz, le bronze, le verre et la cornaline. Celles-ci sont importantes, car elles pourraient indiquer la richesse et le statut personnels. Certains des objets funéraires les plus intéressants comprennent un disque en bronze trouvé placé près du cou de l'individu de "sépulture 31". Ce disque de bronze est très fin et mesure environ 5,2 centimètres de diamètre. Le disque s'élève jusqu'à un point au centre et une moulure torsadée recouvre tout le bord. Le dos est creux et possède une barre de maintien. Comme mentionné ci-dessus, ce disque en bronze est réalisé selon la technique de la fonte à la cire perdue. "sépulture 19" est intéressant, car c'est la seule qui a un appui-tête en argile. Cet appui-tête mesure environ 17,2 centimètres de long. Les autres objets funéraires trouvés sont des ornements penannulaires en fer, des bracelets en fer, un collier composé de 29 perles de cornaline, un cylindre en verre bleu et un cylindre en quartz de différentes formes et tailles. Des pendentifs en cornaline, des perles biconiques en laiton et en bronze, des perles en argile, des perles biconiques en quartz, des perles en disque, des perles cylindriques à facettes, des perles en verre brun et en coquille d'œuf d'autruche font également partie des objets funéraires trouvés.